# Gare d'Annappes
La gare d'Annappes est une gare ferroviaire française de la ligne de Fives à Baisieux, située sur le territoire de la commune de Villeneuve-d'Ascq, dans le département du Nord en région Hauts-de-France. 
C'est une halte voyageurs de la Société nationale des chemins de fer français (SNCF), desservie par des trains TER Hauts-de-France.

## Situation ferroviaire
Établie à 32 mètres d'altitude, la gare d'Annappes est située au point kilométrique (PK) 6,3 de la ligne de Fives à Baisieux, entre les gares de Pont-de-Bois et de Ascq. 

## Service des voyageurs

### Accueil
Halte SNCF, c'est un point d'arrêt non géré (PANG) à accès libre.
Le passage à niveau permet la traversée des voies et le passage d'un quai à l'autre.

### Desserte
Annappes est desservie par des trains TER Hauts-de-France qui effectuent des missions, notamment entre les gares : de Lille-Flandres et de Liège-Guillemins ; de Lille-Flandre et de Baisieux.

### Intermodalité
Le stationnement des véhicules est possible rue de la Station. La gare est accessible via les lignes 13, 34, 73 et 968 du réseau Ilévia dont l'arrêt est situé à 250 m de la gare.